# 普雷里縣 (蒙大拿州)
普雷里縣（英語：Prairie County）是美國蒙大拿州東部的一個縣。面積4,513平方公里。根据美國2000年人口普查，共有人口1,199人。治所特里 (Terry)。
成立於1915年2月5日。縣名是高草原的意思，指的是當地的自然環境。